# Tovomita morii
Tovomita morii är en tvåhjärtbladig växtart som beskrevs av B. Maguire. Tovomita morii ingår i släktet Tovomita och familjen Clusiaceae. Inga underarter finns listade i Catalogue of Life.